# Jenle
Jenle er Nanna og Jeppe Aakjærs kunstnerhjem ved Astrup Vig på halvøen Sallings østside, 12 km nord for Skive. Bygningerne ligger i et meget smukt område med to skove. I Jenles sydskov ligger Nanna og Jeppe Aakjær begravet. Området besøges hvert år af godt 30.000. 
Hovedbygningen er opført 1906-07, og digteren og forfatteren Jeppe Aakjær flyttede ind sammen med sin hustru billedskæreren Nanna Aakjærs umiddelbart efter deres bryllup den 25. april 1907. Navnet Jenle er jysk og betyder alene eller ensom, og det var betegnende for ejendommens beliggenhed.
Jenle er i 1906 tegnet af den danske arkitekt Povl Baumann. Baumann er bl.a. kendt for sit arbejde som hjælpearkitekt ved genopbygning af Christiansborg. Nanna Aakjær kendte Povl Baumanns søster fra deres arbejde på Richardts Sløjdinstitut. Haveanlægget er tegnet af G.N. Brandt. Hele anlægget med have og hus blev fredet i 1982.
På første sal i hovedbygningen findes Jeppe Aakjærs arbejdsværelse med den inspirerende udsigt over Limfjorden. Jenle er åben for besøgende fra 1. juli til 31. aug. og for selskaber og skoler fra medio april til medio oktober. Jenle er opdelt i to afdelinger. Mindestuerne var familien Aakjærs hjem. I Jenles udhuse er der i dag indrettet et museum med en permanent udstilling om familien Aakjærs liv fra midten af 1800-tallet til 1960'erne krydret med almen historie.
Udstillet er Jeppe Aakjærs meget indfølte "Blichers Livs-tragedie" i breve og akt-stykker (1903, Tre bind).
I Jenles Forsamlingshus er der om sommeren skiftende arbejdende værkster og udstillinger.
I Limfjordssalen er der udstillinger om de limfjordsdigtere, der kom på Jenle og en lille udstilling om Jeppe Aakjærs første hustru Marie Bregendahl, der dog aldrig har besøgt Jenle. Museet har også to biografer, en boghandel og café.
Jenle er et af de bedst bevarede kunstnerhjem i Norden.[kilde mangler] Stort set alt i hjemmet er originalt og bærer præg af Nanna Aakjær, der med sine originale billedskærerarbejder har sat sit  præg på hjemmet.
Aakjærselskabet, der er Danmarks største litteraturselskab med 1550 medlemmer (2012), har til huse her. Her findes også Aakjærselskabets forlag Jenle.

## Eksterne links
- Officiel hjemmeside for Nanna og Jeppe Aakjærs hjem og for Aakjærselskabet Arkiveret 7. november 2017 hos  Wayback Machine

56°39′56″N 09°05′11″Ø / 56.66556°N 9.08639°Ø